# Monica Dickens
Monica Enid Dickens (* 10. Mai 1915 in London; † 25. Dezember 1992 in Reading, England) war eine britische Schriftstellerin. Sie war eine Urenkeltochter von Charles Dickens und schrieb ebenfalls zahlreiche Bücher. Bekannt wurde insbesondere ihre Follyfoot-Serie.

## Leben
Monica Dickens wurde in London geboren, besuchte dort eine Schauspielschule und arbeitete dann als Journalistin. Ihre ersten literarischen Werke befassten sich mit autobiographischen Themen: One Pair of Hands (1939) beschreibt das Verhältnis zwischen reichen Arbeitgebern und ihren dienstbaren Geistern. Mariana (1940) und One Pair of Feet (1942) sind vor dem Hintergrund der Kriegsgeschehnisse – Dickens arbeitete zunächst als Krankenschwester, dann in einer Flugzeugfabrik – entstanden. 1951 siedelte die Autorin nach ihrer Eheschließung mit einem amerikanischen Marineoffizier nach Amerika über, wo sie sich mehreren sozialen Projekten widmete, aber ihre schriftstellerische Tätigkeit nicht unterbrach. In den siebziger Jahren entstanden die Fernsehserie um das Pferdeasyl Follyfoot sowie die Buchreihe dazu, die beide auch in Deutschland Verbreitung fanden. 1978 wurde ihre Autobiographie An Open Book publiziert.

## Werke
Bücher für Erwachsene
- One Pair Of Hands (1939)
- Mariana (1940)
- One Pair Of Feet (1942)
- The Fancy (1943)
- Thursday Afternoons (1945)
- The Happy Prisoner (1946)
- Joy and Josephine (1948)
- Flowers on the Grass (1949)
- My Turn To Make The Tea (1951)
- No More Meadows (1953)
- The Winds of Heaven (1955)
- The Angel in the Corner (1956)
- Man Overboard (1958)
- The Heart of London (1961)
- Cobbler’s Dream (1963)
- The Room Upstairs (1964)
- Kate and Emma (1965)
- The Landlord’s Daughter (1968)
- The Listeners (1970)
- Talking of Horses (1973) – non-fiction
- Last Year When I Was Young (1974)
- An Open Book (1978) – autobiography
- A Celebration (1984)
- Dear Doctor Lily (1988)
- Enchantment (1989)
- Closed at Dusk (1990)
- Scarred (1991)
- One of the Family (1993)

Jugendbücher
- World’s-End-Serie
  - The House at World’s End (1970)
  - Summer at World’s End (1971)
  - World’s End in Winter (1972)
  - Spring Comes to World’s End (1973)

- Follyfoot-Serie
  - Follyfoot (1971)
  - Dora at Follyfoot (1972)
  - The Horses of Follyfoot (1975)
  - Stranger at Follyfoot (1976), deutsch von Olga und Erich Fetter: Ein Fremdling auf Follyfoot. dtv junior, München 1980, ISBN 3-423-07394-2.
  - New Arrival at Follyfoot (1995)

- Messenger-Serie
  - The Messenger (1985)
  - Ballad of Favour (1985)
  - Cry of a Seagull (1986)
  - The Haunting of Bellamy 4 (1986)

- Weitere
  - The Great Escape (1975)

Außer den Erzählungen über Follyfoot bekommt man anscheinend deutsche Übersetzungen ihrer Werke nur noch antiquarisch.